# Magelona johnstoni
Magelona johnstoni — вид морських багатощетинкових червів родини Magelonidae.

## Поширення
Вид поширений в Північно-Східній Атлантиці та Середземному морі.

## Опис
Тіло довге ниткоподібне, завдовжки до 170 мм. Голова маленька округла з двома довгими пальпами, що вкриті численними сосочками. З боків є короткі параподії. Передня частина тіла забарвлена в блідо-рожевий колір, задня частина зеленувато-сіра з білими плямами.